# マレーナ
『マレーナ』（Malèna）は、2000年公開のジュゼッペ・トルナトーレ監督によるイタリア映画。

## 概要
モニカ・ベルッチ主演のノスタルジック青春映画。世界的に彼女をブレイクさせるきっかけになった映画でもある。第73回アカデミー賞で撮影賞、作曲賞にノミネートされた。

## ストーリー
時は第二次世界大戦中の1940年、物語の舞台となるのはイタリアのシチリア島。主人公の少年レナートは12歳半でありながら、大人の女性のマレーナに夢中でいた。マレーナは人妻だが夫のニノは出征して一人暮らしをしている。町一番の美人でスタイルも良く、洒落た服を着こなしてハイヒールで歩くマレーナが通ると、町の男たちは「良いケツだ」とジロジロ見送り、おかみさん連中は「愛人がいる」と根拠のない陰口で盛り上がった。
思春期で性に目覚め始めたレナートは、マレーナの家の壁によじ登り、壁の穴から彼女の生活を盗み見るようになった。送ることのないラブレターに「僕が大人になるまで待って」と書いては海に投げ捨てるレナート。
マレーナの夫のニノが戦死した。追悼集会を欠席したマレーナについて「男漁りしている」と噂する女たち。だが、覗き見するレナートは、彼女が涙にくれ、集会どころではなかった事を知っていた。
経済的に困窮しており、夫の死後に空軍の若い中尉と交際し始めるマレーナ。そこへ来て「マレーナの婚約者は俺だ！」とケンカを売る歯医者。この歯医者は妻帯者ながらマレーナに近づき、彼の妻は夫を殴った中尉と愛人のマレーナ、夫自身も不義の罪で裁判所に訴えた。中尉は遠方に転属となり、孤立無援で町の弁護士に助けを求めるマレーナ。勝訴はしたが、弁護士は高額の弁護料を請求し、払えないマレーナの身体を求めた。
教師だった父親が空襲で亡くなり、いよいよ生活に困ったマレーナは、長く美しかった髪を短く切って染め、同盟軍として町に駐留しているドイツ軍人を相手に娼婦として働き出した。だが、イタリアは連合軍に破れ、ドイツ軍はシチリアから撤退した。町のおかみさん連中は、ドイツ軍人と付き合ったマレーナを引きずり出してリンチし、丸坊主にして町から追い出した。
マレーナが去った町に帰って来る夫のニノ。戦死は誤報だったのだ。町の男たちはニノに聞かれても嘲(あざ)笑うばかりでマレーナの消息を教えなかった。そんな中、ニノに手紙を書くレナート。マレーナを愛し見つめ続けたレナートだけは、憶測や噂話ではないマレーナの真の姿を知っていた。マレーナが保護を求めて男と交際したのはニノの戦死の報の後だった。「彼女が愛したのは夫だけ」と真実を書き綴り、マレーナが乗った列車の行き先を伝えるレナート。
姿を消したニノは一年後に、マレーナを伴って自宅のある町に帰って来た。以前より地味な服装で市場に買い物に来たマレーナに、何事もなかった風で挨拶する女たち。そんなマレーナのことをレナートは生涯、忘れることはなかった。

## キャスト
| 役名 | 俳優                     | 日本語吹替 |
| --- | ------------------------ | --- |
| マレーナ・スコルディーア                                                                                              | モニカ・ベルッチ         | 勝生真沙子 |
| レナート・アモローソ                                                                                                  | ジュゼッペ・スルファーロ | 阪口大助 |
| レナートの父 | ルチアーノ・フェデリコ   | 水野龍司 |
| レナートの母 | マティルデ・ピアナ       | 磯辺万沙子 |
| ボンシニョーレ教授 | ピエトロ・ノタリアーニ   | 峰恵研 |
| ニーノ・スコルディーア                                                                                                | ガエタノ・アロニカ       | 山野井仁 |
| その他 | N/A                      | 緒方賢一 隈本吉成 板東尚樹 稲葉実 山村紘之 小原雅一 伊藤浩司 蓮池龍三 栗山浩一 辻親八 細野雅世 片桐真衣 山門久美 佐藤晴男 室園丈裕 岡本嘉子 栗田かおり 秋元千賀子 遠近孝一 鈴木れい子 真山亜子 |
| 日本語版制作スタッフ                                                                                                  |                          | |
| 演出 | 演出                     | 水本完 |
| 字幕翻訳 | 字幕翻訳                 | 松浦美奈 |
| 吹替翻訳 | 吹替翻訳                 | 日笠千晶 |
| 調整 | 調整                     | 佐竹徹也 |
| 録音スタジオ | 録音スタジオ             | 東京テレビ センター |
| 日本語版制作 | 日本語版制作             | ジャパン・オリジナル・テクニック ザック・プロモーション |
| ※日本語吹替音声はVHS、通常版DVDとBlu-ray Discにのみ収録。2枚組のDVDディレクターズ・エディションには収録されていない。 |                          | |